# Pinehurst
Pinehurst es una villa ubicada en el condado de Moore en el estado estadounidense de Carolina del Norte. La localidad en el año 2000, tenía una población de 9.706 habitantes en una superficie de 38.6 km², con una densidad poblacional de 261.3 personas por km². y fue el sitio de acogida del Abierto de golf de los Estados Unidos en 1999, 2004, 2014y 2024.

## Geografía
Pinehurst se encuentra ubicada en las coordenadas 35°11′46″N 79°27′51″O / 35.19611, -79.46417. Según la Oficina del Censo, la localidad tiene un área total de 38,6 km² (14,9 mi²), de la cual 37,1 km² (14,3 mi²) es tierra y 1,5 km² (0,6 mi²) (3.89%) es agua.

### Localidades adyacentes
El siguiente diagrama muestra a las localidades en un radio de 12 kilómetros (7,5 mi) de Pinehurst.

## Demografía
En el 2000 la renta per cápita promedia del hogar era de $58.950, y el ingreso promedio para una familia era de $67.353. El ingreso per cápita para la localidad era de $41.992. En 2000 los hombres tenían un ingreso per cápita de $51.958 contra $32.181 para las mujeres. Alrededor del 2.80% de la población estaba bajo el umbral de pobreza nacional.

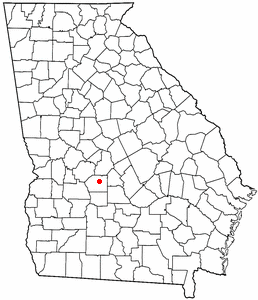
Pinehurst, Carolina del Norte.

## Personas notables de Pinehurst
- Vince Mcmahon, promotor de lucha libre, propietario de la WWE.
- Bill Beutel, reportero y presentador.